# Keni Doidoi
Keni Doidoi (26 november 1976) is een voormalige Fijisch voetballer die bij voorkeur als middenvelder speelt.   
Op 6 juli 2002 in de thuiswedstrijd tegen Nieuw-Caledonië maakte Doidoi zijn debuut voor Fiji voetbalelftal. Hij begon in basis en hij speelde hele wedstrijd mee, de wedstrijd ging gewonnen met 2-1. Hij heeft 3 wedstrijden gespeeld en 1 doelpunt gescoord voor zijn nationale ploeg. Hij maakte deel uit van de selectie voor het voetbaltoernooi op Beker van Melanesië in 2000. Fiji won Melanesië Cup voor vijfde keer. 
Doidoi beëindigde zijn voetbalcarrière in 2012.

## Erelijst
| Nationaal           |    |      |
| Beker van Melanesië | 1x | 2000 |